# Sveriges Grand Prix 1976
Sveriges Grand Prix 1976, officiellt Gislaved Grand Prix of Sweden, var en Formel 1-lopp som kördes 13 juni 1976 på Scandinavian Raceway i Anderstorp i Sverige. Det var det sjunde av sexton lopp ingåendes i Formel 1-säsongen 1976 och kördes över 80 varv. Detta var det fjärde av sammanlagt 6 F1-lopp som kom att köras på Anderstorp.  

## Resultat
1. Jody Scheckter, Tyrrell-Ford, 9 poäng
2. Patrick Depailler, Tyrrell-Ford, 6
3. Niki Lauda, Ferrari, 4
4. Jacques Laffite, Ligier-Matra, 3
5. James Hunt, McLaren-Ford, 2
6. Clay Regazzoni, Ferrari, 1
7. Ronnie Peterson, March-Ford
8. Carlos Pace, Brabham-Alfa Romeo
9. Tom Pryce, Shadow-Ford
10. Vittorio Brambilla, March-Ford
11. Jochen Mass, McLaren-Ford
12. Jean-Pierre Jarier, Shadow-Ford
13. Alan Jones, Surtees-Ford
14. Arturo Merzario, March-Ford (varv 70, motor)
15. Brett Lunger, Surtees-Ford

### Förare som bröt loppet
- Harald Ertl, Hesketh-Ford (varv 54, snurrade av)
- Hans-Joachim Stuck, March-Ford (52, motor)
- Mario Andretti, Lotus-Ford (45, motor)
- Chris Amon, Ensign-Ford (38, olycka)
- Michel Leclère, Wolf-Williams-Ford (20, motor)
- Larry Perkins, Boro-Ford (18, motor)
- Emerson Fittipaldi, Fittipaldi-Ford (10, hantering)
- Loris Kessel, RAM (Brabham-Ford) (5, olycka)
- Gunnar Nilsson, Lotus-Ford (2, olycka)
- Carlos Reutemann, Brabham-Alfa Romeo (2, motor)
- John Watson, Penske-Ford (0, olycka)

### Förare som ej kvalificerade sig
- Jac Nelleman, RAM (Brabham-Ford)